# Kärnmembran
Kärnmembranet avgränsar cellkärnan från cytoplasma. Det består av två dubbla membran där större molekyler endast kan passera genom särskilda porer i membranet, medan mindre molekyler passerar spontant. Det yttre kärnmembranet är kontinuerligt med det endoplasmatiska retiklet. 

Den eukaryotiska cellkärnan. I detta diagram syns kärnmembranet som är prickigt av ribosomer, DNA i form av kromatin och nukleol.

Genomskärning av en por genom kärnmembranet (1).

Kärnmembranet består av två dubbla membran, det inre och det yttre, åtskilda av ett mellanrum på 10 till 50 nanometer. Det omsluter kärnan fullständigt och åtskiljer cellens genetiska material från den omgivande cytoplasman. Det utgör på detta sätt en barriär som gör att makromolekyler inte kan röra sig fritt från kärnan till andra delar av cellen.
Det yttre kärnmembranet hänger kontinuerligt samman med det korniga endoplasmatiska nätverket och är liksom detta prickigt av ribosomer. Utrymmet mellan kärnmembranen hänger kontinuerligt samman med det inre av det endoplasmatiska nätverket.  
I kärnmembranet finns små porer som utgör små väldefinierade vattenkanaler genom det. Varje por är uppbyggd av flera proteiner, så kallade nukleoporiner. Det finns 50 till 100 proteiner i en por och de väger tillsammans ungefär 125 dalton. Hela porens diameter är 100 nanometer, men på grund av de reglerande proteinerna vid porens mitt är själva hålet, där molekyler kan passera igenom membranet, endast ungefär 9 nm brett. Detta innebär att små vattenlösliga molekyler kan passera fritt, medan större molekyler, som nukleinsyror och större proteiner förhindras att passera genom poren. För dessa molekyler finns andra mekanismer, som aktivt transporterar de molekyler som cellen behöver förflytta mellan kärnan och cytosolen. En normal däggdjurscell har mellan 3000 och 4000 porer i hela kärnmembranet. Varje sådan por har en toroidformad, åttfaldigt symmetrisk som håller samman det inre och det yttre membranet och formar ett hål genom båda. En så kallad kärnkorg är sammankopplad med ringen av porproteiner och sträcker sig in i kärnans plasma och en serie små trådliknande utväxter sträcker sig ut i cytoplasman. Båda dessa strukturer bidrar till att binda de proteiner som transporterar molekyler mellan kärnan och cytoplasma.
De flesta proteinerna och ribosomdelarna och en del av DNA transporteras genom dessa porer i en process som förmedlas av en familj av transport-faktorer som kallas karyoferiner. De flesta karyoferinerna interagerar direkt med den molekyl de transporterar, men en del använder anpassningsproteiner.
Steroider som kortisol och aldosteron kan diffundera genom cellmembranet in i cellens cytoplasma och där bindas till kärnreceptorer, proteiner som transporteras in till kärnan. Där fungerar de som stimulerande transkriptionsfaktorer när de binds till sina mottagare. När dessa mottagare inte kan binda till sitt hormon hämmar de användningen (uttryckandet) av motsvarande gen.